# Неспроста
«Неспроста́» — команда по игре в спортивный вариант популярной телеигры «Что? Где? Когда?». Создана в декабре 1997 года группой ведущих игроков телевизионной передачи «Своя игра» во главе с Анатолием Белкиным.

## История
Победитель и призёр целого ряда крупных спортивных турниров по спортивному варианту популярной игры «Что? Где? Когда?». Чемпион мира по ЧГК (2008). Двукратный чемпион России по ЧГК (2004, 2006). Трёхкратный победитель Кубка Провинций (2002, 2003, 2008), трёхкратный чемпион Москвы (1999—2002), шестикратный чемпион Суперлиги МАК (1999—2006). Команда входила в top-10 Рейтинга МАК и длительное время возглавляла рейтинг-лист.
Игроками команды создан интеллектуальный клуб «Неспроста», который базируется в Московском общинном центре (МЕОЦ). Клуб проводит ряд турниров по «Что? Где? Когда?» и «Своей игре», а также литературные вечера и получившую популярность шоу-программу «Еврейское счастье».

Команда «Неспроста» — чемпион мира 2008 г.
Слева направо: Анатолий Белкин (капитан), Дмитрий Лурье, Виталий Фёдоров, Артём Сорожкин, Антон Снятковский, Юлия Архангельская

## Чемпионат мира 2008
На VII чемпионате мира по ЧГК, проходившем в городе Светлогорск (Калининградская область) 19—20 сентября 2008 года, команда «Неспроста» стала победителем, опередив 33 коллектива из 18 стран. По регламенту соревнования участники вначале проходили отборочный этап из 60 вопросов, а затем 6 лучших команд с обнулёнными результатами разыгрывали между собой финальный этап из 36 вопросов. Команда Анатолия Белкина уверенно прошла всю дистанцию, заняв первое место как в предварительном, так и в решающем турнире, опередив чемпионов прошлых лет — команду Антона Губанова и команду Андрея Кузьмина. Помимо капитана, в составе чемпионов выступали Дмитрий Лурье, Антон Снятковский, Юлия Архангельская, Артём Сорожкин и Виталий Фёдоров.
Победители были награждены кубком чемпионов и специальным призом от правительства Калининградской области — «Янтарной совой». Принимая награды, Анатолий Белкин заявил: «Мы стали лучшей командой мира. Но почему-то именно сейчас появилось желание выиграть что-нибудь более значимое».

## Конфликт
В феврале 2009 года капитан команды Анатолий Белкин и некоторые другие игроки «Неспроста» были обвинены в незаконном доступе к вопросам ряда турниров, отыгранных в 2008 году. Команда «Неспроста» была дисквалифицирована исполкомом Ассоциации Московских Клубов сроком на 1 год. Это решение не было поддержано Международной Ассоциацией Клубов «Что? Где? Когда?»; однако команда приняла решение прекратить участие в интеллектуальных играх. Последний рейтинг команды перед дисквалификацией — 11654 (релиз от 01.12.2008), место в рейтинге — первое (следует отметить, что результаты ряда турниров, учтенных в рейтинге, были в дальнейшем отменены Оргкомитетами этих турниров).
Проведённое позже расследование признало более чем вероятным закулисный сговор членов Исполкома АМК с целью очернения команды «Неспроста» и конкретно Белкина и последующего устранения команды как игровой единицы, однако группа, производившая расследование, не была указана.